# Amphiascoides atopus
Amphiascoides atopus is een eenoogkreeftjessoort uit de familie van de Miraciidae. De wetenschappelijke naam van de soort is voor het eerst geldig gepubliceerd in 1995 door Lotufo & Fleeger.